# Andrej Maratovič Babickij
Andrej Maratovič Babickij (26. září 1964 Moskva – 1. dubna 2022 Doněck) byl ruský novinář, v letech 1987–1989 pracoval v redakci časopisu Sergeje Grigorjance „Glasnost“, v letech 1989–2014 byl korespondentem Svobodné Evropy, v červenci 2015 vedl práci na spuštění televizního kanálu v Doněcku (DNR), od roku 2016 pravidelně přispíval na internetovém portálu Ukraine.ru (Украина.ру, vlastněném agenturou Rusko dnes), od listopadu 2016 psal pro internetové noviny Vzgljad, od prosince 2016 pro informační portál LifeNews.
Byl jediným ruským novinářem, kterého ruské tajné služby vyměnily za zajaté vojáky v Čečensku v lednu 2000, ačkoli nikdo Babickému nepřiznal status bojovníka. Takové případy v dobách SSSR a postsovětského Ruska před Babickým neexistovaly.

## Životopis
Andrej Maratovič Babickij se narodil 26. září 1964 v Moskvě. Vystudoval filologickou fakultu Moskevské státní univerzity. V letech 1987–1989 pracoval v redakci časopisu Sergeje Grigorjance Glasnost, byl podroben správním trestům za činnost týkající se ochrany lidských práv, politiky a novinářské práce, kterou KGB SSSR považoval za protisovětskou. Od roku 1989 byl korespondentem Svobodné Evropy. Během převratu v srpnu 1991 vedl reportáže z Bílého domu. Následně byl parlamentním zpravodajem Svobodné Evropy, byl také v Bílém domě v září–říjnu 1993 a po útoku v rámci protestu vrátil zpět Jelcinovi medaili „Obránce Bílého domu“.
Pracoval v „horkých místech“ v Tádžikistánu, na severním Kavkaze, během první čečenské války v bojové oblasti. Po zahájení druhé čečenské války byl zvláštním korespondentem Svobodné Evropy v Grozném. Jeho zprávy z obléhaného Grozného, ostře kritické vůči ruským úřadům a armádě, způsobily extrémní podráždění ruských federálních orgánů, vedení armády a zvláštních služeb.
Jedna ze zpráv Babického z prosince 1999:
... Jsou tam také další snímky z oblasti 56. okrsku. Tam je televizní věž, je to jasně viditelné na mých záběrech, a je tam natočeno pět ruských vojáků, jednomu z nich podřízli krk – to je sniper, který zabil dva Čečence.
Je třeba říci, že Čečenci podřezávají krky vojákům ne proto, že jsou sadisti a mají tendenci být obzvlášť krutí k vojákům, ale prostě se takto snaží, aby válka byla výraznější, viditelnější, jasnější, oslovit veřejnost, vysvětlit, že opravdu probíhá válka, strašná, krutá válka.
Rozhovor o tom, zda boj na náměstí Minutka proběhl nebo ne, se mi zdá marný, protože tento boj, kvůli němuž probíhají takové zoufalé spory, je jen epizodou mezi spoustou dalších epizod. Bitva nebyla na samotném Minutkovém náměstí, ale asi dvě stě metrů od něj, na vlastní oči jsem v noci po této bitvě viděl několik desítek mrtvých ruských vojáků. Zdálo se mi dokonce, že jsem viděl více než sto lidí, ale pro každý případ jsem řekl – asi 80. Ale pro Čečence, boj u Minutského náměstí je boj na náměstí Minutka a my – já, korespondent agentury Reuters Maria Ejsmontová a zpravodaj z agentury Associated Press Jurij Bagrov, jsme předali události tak, jak je vidí Čečenci.
V říjnu roku 2015 Babickij vysvětlil své slova: „Ona nejsou zrovna šťastná, ospravedlňoval jsem se více než jednou. Měl jsem na mysli, že Čečenci zařezávali vojáky ne ze sporu, ale kvůli vytvoření atmosféry hrůzy. Jednoduše jsem popsal jejich logiku. Z čehož však nevyplývá, že jsem s nimi byť i jen v něčem solidární, jak to bylo interpretováno.“

## Zadržení v Čečensku v roce 2000

### Zatčení
Dne 23. ledna 2000 Babickij se snažil uniknout z Grozného obléhaného ruskými jednotkami a byl při tom zatčen členy proruské čečenské milice nebo (podle jeho slov) vojenské zpravodajské služby na kontrolním bodu Staraja Sunža a uvězněn v Černokozovském vězeňském středisku v Naurském okrese v severním Čečensku,. Zpočátku nebylo Babického zatčení ohlášeno.
26. ledna pomocník ruského prezidenta Sergej Jastržembskij uvedl, že Babickij „zmizel beze stop v oblasti Grozného“; ale poté, co se objevily důkazy o jeho zatčení a vznikl skandál, generální prokurátor Vladimir Ustinov uvedl, že Babickij „porušil pravidla chování pro novináře působící v oblasti protiteroristické operace“ a dne 27. ledna 2000 byl zatčen. Konkrétně byl obviněn z toho, že neměl akreditaci v tiskovém středisku sjednocené skupiny federálních sil.
Zatčení vyvolalo bouřlivé protesty ruských novinářů. Jak žurnalistická komunita požadovala od úřadů pravdu o Babickém, je podrobně popsáno v jedné z kapitol knihy Eleny Tregubové Bajky kremelského diggera (kapitola se nazývá „Zachraňte vojína Babického“). Otázka Babického byla vznesena během návštěvy ministryně zahraničí USA Madeleine Albrightové v Moskvě. Jako odpověď na otázky novinářů a politiků Jastržembskij několikrát uvedl, že „případ je pod osobním dohledem“ Vladimira Putina.
2. února bylo oznámeno, že Babickij byl propuštěn na kauci.

### Výměna
Pak bylo oznámeno, že 3. února 2000 Babického s jeho souhlasem vyměnili za tři ruské vojáky a předali „polnímu veliteli Saidu Usachodžajevovi“ a Jastržembskij prohlásil, že od té chvíli federální vláda není zodpovědná za osud Babického. V televizi byly ukázány záběry výměny, na kterých je vidět jak Babický byl předán nějakým lidem v maskách. Ve stejné době, podle zástupce šéfredaktora novin Novaja Gazeta Jurije Ščekočichina, který vedl své vlastní vyšetřování, polní velitel Usachodžajev neexistoval, a člověk se stejným jménem neměl vliv na to, aby mohl rozhodnout o propuštění tří ruských zajatců.
Dne 7. února prokuratura oficiálně vyzvala Babického, který byl vyměněn, na výslech, přičemž uvedla, že bude zatčen, pokud se nedostaví.
10. února Šarip Jusupov, zvláštní zástupce A. Maschadova uvedl na rozhlasové stanici Echo Moskvy, že z dotazů polních velitelů po údajné výměně vyplynulo, že v tento den nedošlo k žádné výměně; nicméně vedení čečenských bojovníků později získalo informace, z nich se dalo soudit, že výměna proběhla 3. nebo 4. února z podnětu čečenské strany: „ozbrojenci si velmi cenili svého novináře, a proto navrhli výměnu za několik lidí“. Podle něj se na výměně podíleli polní velitelé Aslanbek Ismailov a Turpal-Ali Atgerijev, údajně zahynulý (ve skutečnosti byl Atgerijev naživu); nedostatek informací o výměně vysvětlil tím, že s oddílem Ismailova neměl telefonické spojení. Poznamenal, že kvůli nedostatku spojení nelze získat spolehlivé informace o podrobnostech výměny.
Později se ukázalo, že tři vojáci, údajně vyměnění za Babického, byli propuštěni za zcela jiných okolností. Babickij, podle svých slov, podepsal dobrovolný souhlas s výměnou a věřil, že bude předán veliteli Turpal-Ali Atgerijevovi, kterého znal osobně; nicméně ve skutečnosti byl předán skupině Adamallah pod vedením „kalifa“ Adama Denijeva (Denijev se brzy stal zástupcem Achmata Kadyrovova a představitelem prezidenta Čečenské republiky na Blízkém východě a v Africe). Lidé, kterým byl předán, ho drželi ve sklepě a byli stále maskovaní.

### Zadržení, soudní řízení a amnestie
Dne 24. února 2000 militanti převezli Babického do Machačkaly; tam mu dali falešný sovětský občanský průkaz č. I-LB 681699 na jméno Ázerbájdžánce Ali-Isa Ogly Musajeva a propustili (Babickij a teroristé se rozhodli nepoužívat originální dokumenty). Babickij zašel do kavárny hotelu Machačkala a byl okamžitě zatčen místní policií – falešný průkaz byl nalezen při ověřování totožnosti. Byl obviněn z používání falešného průkazu. Babickij jako protest začal hladovku. 29. února byl propuštěn na základě písemného slibu, že neopustí místo pobytu a odletěl do Moskvy letadlem ministerstva vnitra.
Koncem března noviny Moskevský komsomolec zveřejnily žádost správy pasů a víz ministerstva vnitra o formulář sovětského průkazu č. I-LB 681699. Žádost byla datována 16. února – v den, kdy militanti vytvořili nový pas pro Babického. Číslo uvedené v žádosti se shodovalo s číslem falešného pasu Babického. Krátce poté se Babickij pokusil podat stížnost u generální prokuratury, v níž obvinil vrcholné úředníky ministerstva vnitra ze zneužití úřadu a únosu, ale žádost o vyšetřování byla zamítnuta.
V říjnu 2000 byl Babickij odsouzen k pokutě za použití falešných dokladů, ale okamžitě mu byla přiznána amnestie.

### Verze událostí podle Babického
V březnu roku 2000, po osvobození Babického, na tiskové konferenci v tiskové agentuře Interfax, která byla živě vysílána na mnoha ruských televizních kanálech a rozhlasových stanicích, detailně popsal příběh svého zatčení, toho, co ruské úřady nazývaly výměnou, svého pobyty u Denijevových bojovníků a propuštění. V průběhu vyprávění zaznělo mnoho těžko ověřitelných tvrzení, jelikož ostatní přímí účastníci událostí k nim neposkytli žádné srozumitelné komentáře.
Jedno z Babického hodnocení: „Záznamy mě přesvědčily, že Putin i Rušajlo věděli, kde jsem. Nebylo náhodou, že všechny ujišťovali z televize, že jsem naživu. Oni prostě přemýšleli, co se mnou dělat: likvidovat nebo pokračovat v diskreditování.“
V červnu 2000 Babickij prohlásil, že podle jeho zdrojů v Kremlu Putin osobně řídil jeho případ a nařídil deportovat ho mimo Rusko.

### Putinova vyjádření
Dne 4. února 2000 Putin na neformálním setkání s vedoucími představiteli předních médií prohlásil: Babickij „nebyl zatčen, ale zadržen“ a on, Putin je „o případu informován“, „naším úkolem bylo ukázat, že Babického nikdo násilím nezadržuje!“", „byla žádost od dvou velitelů, byla informace o tom, že neodjede“, „teď se Babickij bude bát, pochopí, ke komu se dostal!“ Navíc, Putin odkazoval na slova čečenského bojovníka, která slyšel na kazetě s nahrávkou výměny "Andreji, my naše neopouštíme!"
10. března 2000 Putin v rozhovoru s novináři Gevorkjanem a Kolesnikovem, který proběhl během Babického únosu, nazval Babického zrádcem, upřel mu právo nazývat se „ruským novinářem“ a dokonce „ruským občanem“, řekl „…pracoval pro nepřítele, přímo… pracoval pro bandity“. „To, co dělal Babickij, bylo mnohem nebezpečnější než střelba z automatů“ prohlásil Putin. Navíc opakovaně zdůraznil, že „my ho tam nijak nenutili a nezdržovali ho, on sám“. Na otázku: „A co kdyby vás požádal, abyste ho zastřelil, tak co?“ Putin odpověděl: „To je nemožné. To je zakázáno interními předpisy. Je zbytečné střílet, ale dostat za takového… pět našich vojáků – zdá se mi, že je to přijatelné.“ Dialog končil tímto výrokem: „Nemůžeme ho vrátit. Budeme ho hledat a předáme ho soudu. Nevím, jestli má tento případ u soudu nějakou perspektivu. Nejsem si tím jistý. Ale vyslechnout ho budeme muset“.

## Po roce 2000
V roce 2003 byl Babickij svědkem obhajoby v extradičním řízení Ahmeda Zakajeva. Popřel svou známost se Zakajevem, z čehož byl nařčen generální prokuraturou. 1. září 2004, okamžitě po zprávách o útoku na školu v Beslanu, Babickij odletěl do Osetie, aby zprostředkoval propuštění rukojmích, ale byl zadržen na letišti Vnukovo „za chuligánství“.
Krátce před smrtí Šamila Basajeva s ním měl rozhovor, který po událostech v Beslanu vyvolal široký ohlas ve společnosti. Babickij o tomto rozhovoru promluvil takto: „…můj rozhovor s Basajevem nebyl úctyhodný. Ted Koppel (vedoucí kanálu ABC, který vysílal rozhovor s Basajevem) uvedl, že pro něj je Basajev bezpochybně zločinec a terorista. Řekl jsem přesně totéž. …Život je velmi složitý a rozmanitý. Je to spousta věcí, které je třeba pochopit, vědět, a podle mého názoru je hlavním úkolem žurnalistiky poskytovat informace, které jsou skryté“.
V listopadu 2009 byla zřízena služba rozhlasového vysílání Svobodné Evropy pro Gruzii, Abcházii a Jižní Osetii – Radio Echo Kavkazu, jehož šéfredaktorem se stal Andrej Babickij.

## Po roce 2010
Dne 2. dubna 2014 se objevily zprávy, že byl dočasně odvolán z práce ve Svobodné Evropě za podporu pozice Ruska v otázce Krymu. Babickij napsal, že souhlasí s hlavními tezemi Vladimira Putina v tom, že Rusko má absolutní právo zajistit ochranu obyvatelstva poloostrova. Nové materiály Babického na webu Echo Kavkazu se objevily až 24. června 2014. V září 2014 byl propuštěn z Svobodné Evropy, oficiálně „v souvislosti s reorganizací“. Babickij v rozhovoru s pražskými Lidovými novinami v březnu 2015 tvrdil, příčinou propuštění byl skandálem v redakci Svobodné Evropy, který způsobil zveřejněním videa na němž byli civilisté zavraždění vojáky ukrajinského dobrovolnického praporu Ajdar ve vesnici Novosvetlovka.
V červenci 2015 se ujal vedení prací při spuštění televizního kanálu v Doněcku. Podle něho investoři kanálu jsou místní podnikatelé. Od září 2016 byl pravidelným autorem internetového portálu Ukraine.ru, od listopadu 2016 sloupkařem internetových novin Vzgljad, od prosince 2016 redaktorem informačního portálu Life
V březnu roku 2017 vyjádřil své monarchické přesvědčení: „monarchie je státní systém, který je mnohem lepší než demokracie… Jeho [monarchův] hlavní cíl je spravedlnost, protože jeho moc je moc od Boha… Samozřejmě, my jako Rusové potřebujeme monarchu… Myslím, že pro Rusko je to nevyhnutelná volba… demokracie je nám škodlivá“.

## Osobní život
Babickij byl ženatý, jeho manželka Ljudmila pochází ze Sevastopolu, mají tři děti.
V březnu roku 2015 uvedl Babickij v rozhovoru s českými Lidovými novinami:
„Mám ke Krymu výjimečně blízký vztah. Máme tam chatu, moje žena pochází vlastně z Krymu, dodnes tam žijí oba její rodiče, bývalí vojáci. Jezdím tam každý rok už mnoho let v létě odpočívat. Takže vím, že většina obyvatel Krymu vždy vnímala Ukrajinu jako cizí stát. Nikdy se v ní necítili doma. Štvala je politika ukrajinizace. Vnucování ukrajinštiny namísto ruštiny atd. To není problém posledních měsíců. Tohle v různé míře trvá přes dvacet let. Od chvíle, kdy se Ukrajina osamostatnila, Kyjev provádí nesprávnou národnostní politiku vůči svým menšinám, především ruské. Za tu dobu se v lidech nakupilo obrovské množství křivd, nashromáždila se velká nespravedlnost, útisk a strach, že bude ještě hůř.“
…já jsem byl za posledních deset let na Krymu třináctkrát, trávím tam každé léto…“

## Obraz ve filmu a literatuře
V televizním seriálu „Mužská práce“ (2001, Мужская работа) je postava Novickij, kterou hraje Sergej Machovikov. Prototypem této postavy je Andrej Babickij.
Andrej Babickij je připomenut v básni Vsevoloda Jemelina „Smrt wahhábita“.
Babickij je jedním z vedlejších postav v cyklu románů Dmitrije Čerkasova o Vladu Rokotovovi, který je vyobrazen jako sadista, který se prodal Západu a který točí zprávy z Čečenska pro peníze a radost, kterou zažívá při pohledu na mučení a popravy ruských vojáků.
Historie výměny Babického se promítá v básní Viktora Krivulina „V den Ksenii-vesnoukazatelnici“.